# (19979) 1989 VJ
(19979) 1989 VJ est un astéroïde de la ceinture principale d'astéroïdes découvert en 1989.

## Description
(19979) 1989 VJ a été découvert le 2 novembre 1989 à Yorii, un bourg du district d'Ōsato, dans la préfecture de Saitama au Japon, par Masaru Arai et Hiroshi Mori.

### Caractéristiques orbitales
L'orbite de cet astéroïde est caractérisée par un demi-grand axe de 2,46 UA, un périhélie de 2,21 UA, une excentricité de 0,10 et une inclinaison de 5,17° par rapport à l'écliptique. Du fait de ces caractéristiques, à savoir un demi-grand axe compris entre 2 et 3,2 UA et un périhélie supérieur à 1,666 UA, il est classé, selon la JPL Small-Body Database, comme objet de la ceinture principale d'astéroïdes.

### Caractéristiques physiques
(19979) 1989 VJ a une magnitude absolue (H) de 13,0 et un albédo estimé à 0,350.